# David Dvořák
David „Undertaker“ Dvořák (* 5. června 1992 Hořice) je český profesionální bojovník ve smíšených bojových uměních (MMA) muší váhy (do 57 kg). V březnu 2020 vstoupil do prestižní organizace Ultimate Fighting Championship (UFC), kde jako první Čech vyhrál debutový zápas.

## Osobní život
Během profesionální kariéry v bojových sportech vystudoval v roce 2015 bakalářský obor sportovní management na Univerzitě Hradec Králové. Kromě studia musel trénink kombinovat s prací, kterou si vydělával na živobytí a přípravu na zápasy. Tři roky pracoval jako stavební technik u výstavby dálnic a pět let se po vzoru svého otce živil jako hrobník. Hrobařská minulost se odráží v jeho přezdívce "Undertaker" (anglicky: hrobař, funebrák).
Ve volném čase se rád věnuje rekreační střelbě, šachům, zahrádkaření a zvířatům. K těm má od malička kladný vztah, neboť vyrůstal na farmě obklopen hospodářskými zvířaty. Nyní chová kočku domácí plemene Sphynx.

## MMA Kariéra

### Začátky
S MMA začal v roce 2009 v klubu Valetudo Hradec Králové. První profesionální zápas absolvoval v 18 letech v roce 2010, kdy na body prohrál s Filipem Mackem. Nyní trénuje v klubech TopAtlet Archivováno 28. 8. 2020 na Wayback Machine. a All Sports Academy. Jeho hlavními trenéry jsou Patrik Kincl, Jan Maršálek a Lukáš Chotěnovský. Kromě domácích klubů nasbíral zkušenosti i v zahraničí. Absolvoval přípravné kempy v Londýně, Polsku či Thajsku, kde strávil šest měsíců, během kterých trénoval v klubech jako Team Quest Archivováno 11. 11. 2020 na Wayback Machine., Phuket Top Team a Tiger Muay Thai. Před bojovými sporty hrál závodně šachy, ve kterých do věku sedmnácti let závodil v dorostenecké extralize.

### UFC (Ultimate Fighting Championship)
První nabídku k účasti v UFC dostal v roce 2019, kdy UFC v únoru toho roku pořádalo galavečer UFC Fight Night 145 v pražské O2 aréně. Nabídka však přišla na zápas v těžší bantamové váze, a tak Dvořák odmítl.
Nakonec smlouvu s prestižní organizací podepsal v roce 2020. Stal se čtvrtým Čechem, kterému se takový úspěch podařil (pořadí: Karlos Vémola, Viktor Pešta, Lucie Pudilová). Nabídku přijal pouze s pětitýdenním předstihem před galavečerem UFC Fight Night 170 v Brazílii, kde nahradil bojovníka Su Mudaerjiho, který účast zrušil kvůli koronavirové krizi. V debutovém zápase se střetl s Bruno Silvou, kterého po třech kolech porazil na body. Po prvním úspěchu mu nyní v žebříčku muších vah patří 14. pozice.
Na galavečeru UFC Fight Night 178/UFC Vegas 11, konaného v Las Vegas se 19.9.2020 postavil Jordanu Espinosovi, který před zápasem zaujímal v žebříčku muší váhy 13. pozici. Dvořák lépe postaveného soupeře porazil na body jednomyslným rozhodnutím a prodloužil neporazitelnou sérii na 15 zápasů.
Potřetí se Dvořák v UFC představil 22. května 2021 na UFC Fight Night 188 v Las Vegas. Původní soupeř Raulian Paiva musel den před zápasem odstoupit kvůli zdravotním potížím při shazování váhy. Na poslední chvíli jej nahradil nováček Juancamilo Ronderos. David Dvořák vyhrál v prvním kole.

## MMA výsledky

### Profesionální kariéra
| Výsledek | Bilance | Soupeř              | Metoda                     | Událost                                   | Datum              | Kolo | Čas  | Místo                      | Poznámka                                      |
| -------- | ------- | ------------------- | -------------------------- | ----------------------------------------- | ------------------ | ---- | ---- | -------------------------- | --------------------------------------------- |
| Výhra    | 21-6    | Mikhail Sirbu       | Na body                    | RFA x ZHS                                 | 22. března 2025    | 3    | 5:00 | Sosnovec, Polsko           |                                               |
| Prohra   | 20-6    | Steve Erceg         | Na body                    | UFC 289                                   | 10. června 2023    | 3    | 5:00 | Vancouver, Kanada          | Vyhozen z UFC                                 |
| Prohra   | 20-5    | Manel Kape          | Na body                    | UFC Fight Night: Cannonier vs. Strickland | 17. prosince 2022  | 3    | 5:00 | Las Vegas, USA             |                                               |
| Prohra   | 20-4    | Matheus Nicolau     | Na body                    | UFC on ESPN: Blaydes vs. Daukaus          | 26. března 2022    | 3    | 5:00 | Columbus, USA              |                                               |
| Výhra    | 20-3    | Juancamilo Ronderos | Submise (Rear-Naked Choke) | UFC Fight Night: Font vs. Garbrandt       | 22. května 2021    | 1    | 2:18 | Las Vegas, USA             |                                               |
| Výhra    | 19-3    | Jordan Espinosa     | Na body                    | UFC Fight Night: Covington vs. Woodley    | 19. září 2020      | 3    | 5:00 | Las Vegas, USA             |                                               |
| Výhra    | 18-3    | Bruno Silva         | Na body                    | UFC Fight Night: Lee vs. Oliveira         | 14. března 2020    | 3    | 5:00 | Brasília, Brazílie         |                                               |
| Výhra    | 17-3    | Arsen Taigibov      | Submise (Rear-Naked Choke) | Oktagon 13: Vémola vs. da Silva           | 27. července 2019  | 2    | 4:02 | Praha, Česko               |                                               |
| Výhra    | 16-3    | Igor Goncharov      | TKO (údery)                | Night of Warriors 15                      | 6. dubna 2019      | 1    | 3:10 | Liberec, Česko             |                                               |
| Výhra    | 15-3    | Zaka Fatullazade    | TKO (údery)                | XFN 15                                    | 27. prosince 2018  | 1    | 2:26 | Praha, Česko               |                                               |
| Výhra    | 14-3    | Salambek Damaev     | Submise (Rear-Naked Choke) | XFN 13                                    | 10. listopadu 2018 | 2    | 2:10 | Pardubice, Česko           |                                               |
| Výhra    | 13-3    | Marco Manovali      | TKO (údery a lokty)        | XFN 8: Sloane vs. Vémola                  | 3. března 2018     | 1    | 3:56 | Pardubice, Česko           |                                               |
| Výhra    | 12–3    | Miroslav Kuban      | TKO (údery)                | XFN 5                                     | 21. října 2017     | 2    | 3:58 | Pardubice, Česko           |                                               |
| Výhra    | 11-3    | Shely Santana       | Submise (Rear-Naked Choke) | Night of Masters 11                       | 10. prosince 2016  | 1    | 4:30 | Praha, Česko               |                                               |
| Výhra    | 10-3    | Miroslav Kuban      | TKO (zastaveno doktorem)   | Fight Nights Global 49                    | 4. června 2016     | 2    | 2:41 | Bánská Bystrica, Slovensko |                                               |
| Výhra    | 9-3     | Tomáš Žák           | TKO (údery)                | GCF 31 - Cage Fight 6                     | 22. května 2015    | 1    | 1:03 | Brno, Česko                | Stal se šampionem organizace GCF v muší váze. |
| Výhra    | 8-3     | Martin Fexa         | Submise (Rear-Naked Choke) | GCF 30                                    | 25. února 2015     | 1    | 4:19 | Praha, Česko               |                                               |
| Výhra    | 7-3     | Kamil Wojcik        | Submise (armbar)           | GCF 29                                    | 12. prosince 2014  | 1    | 4:25 | Mladá Boleslav, Česko      |                                               |
| Výhra    | 6-3     | Petr Neumann        | TKO                        | GCF Challenge - Eastern Best 3            | 11. října 2014     | 1    | N/A  | Pardubice, Česko           |                                               |
| Výhra    | 5-3     | Ondřej Skalník      | Submise (Rear-Naked Choke) | GCF 16 - Easter Best Against the Rest 2   | 7. října 2012      | 1    | 2:30 | Pardubice, Česko           |                                               |
| Prohra   | 4-3     | Filip Macek         | TKO                        | GCF 12                                    | 11. května 2012    | 2    | 0:15 | Brno, Česko                |                                               |
| Výhra    | 4-2     | Artur Jevsejcik     | Na body                    | GCF 9                                     | 18. února 2012     | 3    | 5:00 | Ostrava, Česko             |                                               |
| Výhra    | 3-2     | Michal Malata       | Submise (Heel Hook)        | FFN - Fighters Fight Night                | 16. prosinec 2011  | 2    | 1:13 | Pardubice, Česko           |                                               |
| Prohra   | 2-2     | Leszek Kulik        | Na body                    | Heroes Gate 4                             | 23. června 2011    | 3    | 5:00 | Praha, Česko               |                                               |
| Výhra    | 2-1     | Tomáš Masojídek     | TKO (údery)                | GCF 3                                     | 23. dubna 2011     | 2    | 2:03 | Říčany, Česko              |                                               |
| Výhra    | 1-1     | Petr Neumann        | Na body                    | GCF 1                                     | 4. prosince 2010   | 3    | 3:00 | Praha, Česko               |                                               |
| Prohra   | 0-1     | Filip Macek         | Na body                    | Nord Bohemia Ring                         | 6. června 2010     | 2    | 5:00 | Česká kamenice, Česko      |                                               |